# Bajoraner
Bajoraner är ett fiktivt släkte av humanoid natur i Star Trek som härstammar från och bebor planeten Bajor i Alfakvadranten. Släktet introducerades i tv-serien Star Trek: The Next Generation i avsnittet Ensign Ro från säsong 5 och hade en huvudfunktion i Star Trek: Deep Space Nine. Bajoranernas kultur är en av de äldsta och rikaste i sin kvadrant. Under cirka 40 år var planeten ockuperad av cardassierna. Dessa blev dock bortdrivna kort innan Federationen (United Federation of Planets, UFP) ankom till Deep Space Nine år 2369. Bajoranerna äger rättigheterna till det maskhål som finns intill deras planet, vilket leder till gammakvadranten. 

## Utseende
Bajoraner påminner i allt väsentligt om människor till utseendet, men kan lätt kännas igen på de fyra till sju horisontella åsar som löper tvärs över deras näsor. Anatomiskt skiljer sig hjärtat hos en bajoran från hjärtat hos en människa på en egendomlig punkt. Medan en människas hjärta medelst en lodrät skiljevägg är delat i en höger och en vänster halva, är en bajorans hjärta delat i en övre och en nedre halva av en vågrät skiljevägg. 

Graviditeten hos bajoranska kvinnor varar endast i fem månader. Under denna drabbas kvinnorna av okontrollerbara utbrott av nysningar.
Då filminspelningarna av Star-Trek-serien inleddes, såg de skådespelare som spelade bajoraner ursprungligen lite annorlunda ut mot hur de kom att göra i senare inspelningar. I de först inspelade avsnitten avslutades makeupen av näsans rynkor med en utbyggnad som bildade en liten ås ovanför ögonbrynens inre del. Strax efter att serien Star Trek: Deep Space Nine startade tog man emellertid bort den åsen. Någon orsak till att så skedde har aldrig nämnts, men då bajoraner förekommer i stort antal i serien, kan man förmoda att regissören önskat spara tid vid inspelningarna genom att förenkla bajoranernas makeup. Av denna anledning kom exempelvis de bajoranska rollfigurerna Sito Jaxa och Ro Laren (i serien representerade av skådespelarna Shannon Fill respektive Michelle Forbes) att först framträda med en mer komplicerad makeup – eller utseende om man så vill – för att senare i serien ändra utseende, utan att någon förklaring till detta angavs. Beträffande namnskicket hos bajoraner kan för övrigt nämnas att efternamnet alltid sägs eller skrivs först, så som är skick hos bland annat kineser och ungrare. För ovanstående exempel gäller således att "Sito" är ett efternamn, och "Jaxa" ett förnamn.

## Historia

### Tidig historia
Bajoransk historia sträcker sig mer än en halv miljon år bakåt i tiden. På jorden hade inte ens neandertalmänniskan sett dagen ljus då. Vid den tiden i vår egen historia strök grupper av homo erectus omkring med enkla stenverktyg i sina grova händer. Bajoranerna är kända för sina tidiga historiska framsteg inom filosofi och konst samt inom vetenskaper såsom matematik. Alldeles särskilt märks hur avancerade bajoranerna var redan under den Första republiken, vilken i Star Treks tideräkning inföll för mellan 20 000 och 25 000 år sedan. Under denna tid byggdes storslagna städer som exempelvis B’hala.
Nästa utvecklingsfas i bajoransk civilisation inträffade för ungefär 10 000 år sedan, när de första av Profeternas tårar hittades på Bajor. Dessa märkliga artefakter ledde fram till en ny era då bajoranerna utvecklade kontakter med sina gudar, eller med profeterna som dessa kallades. I början av 1500-talet utvecklade bajoranerna rymdprogram, inom vilka de utforskade sitt solsystem med solsegeldrivna rymdfarkoster. Några bajoraner lyckades till och med nå Cardassia Prime och dess planetsystem, vilket ligger flera ljusår från Bajor. Under 2300-talet ändades denna blomstrande period i och med den cardassiska ockupationen av Bajor.

### Cardassisk ockupation
Från år 2328 till år 2369 var Bajor ockuperat av den Cardassiska unionen och stod under total kontroll av ockupationsmakten. Under denna tid anställde Cardassianerna systematiska folkmord över hela planeten, förutom att de utövade allehanda annan brottslig verksamhet, exempelvis tvångsrekrytering av arbetskraft till gruvornas dagbrott. Dessa övergrepp födde emellertid en alltmer aggressiv motståndsrörelse, vilken var väl väpnad och började föra gerillakrig mot ockupanterna. Motståndet fick så småningom Cardassia att lämna Bajor. Många bajoraner hade långt innan dess flytt oroligheterna och bosatt sig på andra planeter över hela galaxen. Bajoraner var emellertid illa tålda på dessa planeter, så nästan samtliga av dem tvingades bilda egna små samhällen, åtskilda från den övriga befolkningen, och leva under svåra förhållanden, några till och med i flyktingläger som de på Valo II.

### Ett fritt Bajor
År 2369 – efter nästan fyrtio års enväldigt styre över Bajor – lämnade cardassianerna planeten, eftersom de inte längre kunde försvara sig mot de ständiga attackerna från bajoranska gerillagrupper. När bajoranerna åter tagit ledning över sitt territorium och bildat en egen regering, övertog de tillsammans med Federationen (United Federation of Planets, UFP) den militära kontrollen över Terok Nor, en rymdstation för mineralutvinning. Denna rymdstation bytte kort därefter namn till Deep Space Nine. 
Den bajoranska ledningen lämnade efteråt in en ansökan om medlemskap i Federationen år 2373, men drog i sista stund tillbaka sin ansökan, då deras religiösa sändebud övertygat dem om att detta skulle bli ödesdigert för dem. Sändebudet var Deep Space Nines högste officer Benjamin Sisko från Stjärnflottan. De två ministärernas samarbete fortsatte dock kring Deep Space Nine.
Innan Federationens och Klingons, det vill säga alliansens krig mot Dominion bröt ut, undertecknade Bajor en icke-angreppspakt med Dominion och ställde sig neutrala. Detta räddade planeten undan ännu en ockupation, då Dominion tog över kontrollen av Deep Space Nine i slutet av 2373. Bajor gick dock över på alliansens sida 2374, sedan denna återtagit Deep Space Nine. Bajoranerna fortsatte att strida mot Dominion till 2375 då en fredstraktat undertecknades på Deesp Space Nine. Efter kriget lämnade bajoranerna in en ny medlemsansökan till Federationen.

## Statsskick
Sedan Cardassia lämnat Bajor bildades en övergångsregering som administrerade planeten och dess kolonier. Den bajoranska politiken utgör därefter en balansakt mellan den sekulära ’Ministära kammaren’, Chamber of Ministers, som leds av premiärministern, och den religiösa ’Vedek-samlingen’, som leds av dess Kai.

## Religion
Den bajoranska religionen är enhetligt underställd en andlig ledare, en så kallad Kai, som utövar stor moralisk myndighet och som även påverkar den rådande politiken i sin egenskap av rådgivare till premiärministern. Kaien väljs ur ett råd av Vedek, det vill säga av de bajoranska religiösa ledarna. Andra titlar inom den religiösa sfären är Ranjen och Prylar. Den bajoranska religionen baseras på uppenbarelser från profeterna. Dessa är tidlösa varelser som lever i det maskhål intill vilket Bajor finns. Detta hål kallas av bajoranerna för Himlatemplet. Eftersom en av Stjärnflottans officerare, Benjamin Sisko, var den som först kontaktade bajoranerna i en religiös angelägenhet, kallas han ’Sändebud för Profeterna’ av de bajoranska religiösa ledarna. En viktig del religionen är utövandet och användandet av ’’Profeternas tårar’’. Dessa är timglasformade verklighetsförvridande energifält snarare än regelrätta föremål vilka skapats av Profeterna. Genom en dylik kan en religiös utövare erhålla en kontaktkanal till profeterna. Några av dessa tårar stals av cardassierna under ockupationen även om ett par av dem därefter har återbördats.